# Thalassodromeus
Thalassodromeus („mořský běžec“) byl rodem velkého, bezzubého pterodaktyloidního ptakoještěra s výrazným lebečním hřebenem, který žil v období spodní křídy na území dnešní Brazílie (souvrství Santana). Žil asi před 108 miliony let a spolu s ním se vyskytoval také o trochu menší rod Tapejara. Nápadným znakem tohoto ptakoještěra byl obří lebeční hřeben, díky kterému celá hlava měřila na délku asi 1,42 metru. Rozpětí křídel přitom činilo asi 4,5 metru.

## Systematické zařazení a etymologie
V současnosti je rozeznáván jediný platný druh tohoto rodu, T. sethi (popsaný roku 2002). Druhové jméno odkazuje ke staroegyptskému božstvu, kterému se ptakoještěr podobá díky výraznému lebečnímu hřebenu. V roce 2018 byla provedena podrobná revize osteologie a taxonomie tohoto druhu ptakoještěra.